# Grigoris Tsinos
Grigoris Tsinos (Griek : Γρηγόρης Τσινός) (Thessaloniki, 15 december 1958) was een Grieks voetballer die voorkeur heeft als een verdediger.

## Carrière
Tsinos had gespeeld bij Roda JC, Panathinaikos FC, OFI Kreta en Ethnikos Piraeus.
Tsinos werd geboren in Thessaloniki en hij begon zijn carrière in jeugd bij Iraklis FC. In 1980 speelde hij bij Roda JC en hij had 50 competitiewedstrijden gespeeld. Daarna in 1982 ging hij naar Panathinaikos FC. Hij beëindigt zijn voetbalcarrière in 1994. 